# Крауч, Роджер Кит
Ро́джер Кит Кра́уч (англ. Roger Keith Crouch; род. 1940) — астронавт США. Совершил два космических полёта на шаттлах: STS-83 (1997, «Колумбия»), STS-94 (1997, «Колумбия»), физик.

## Личные данные и образование

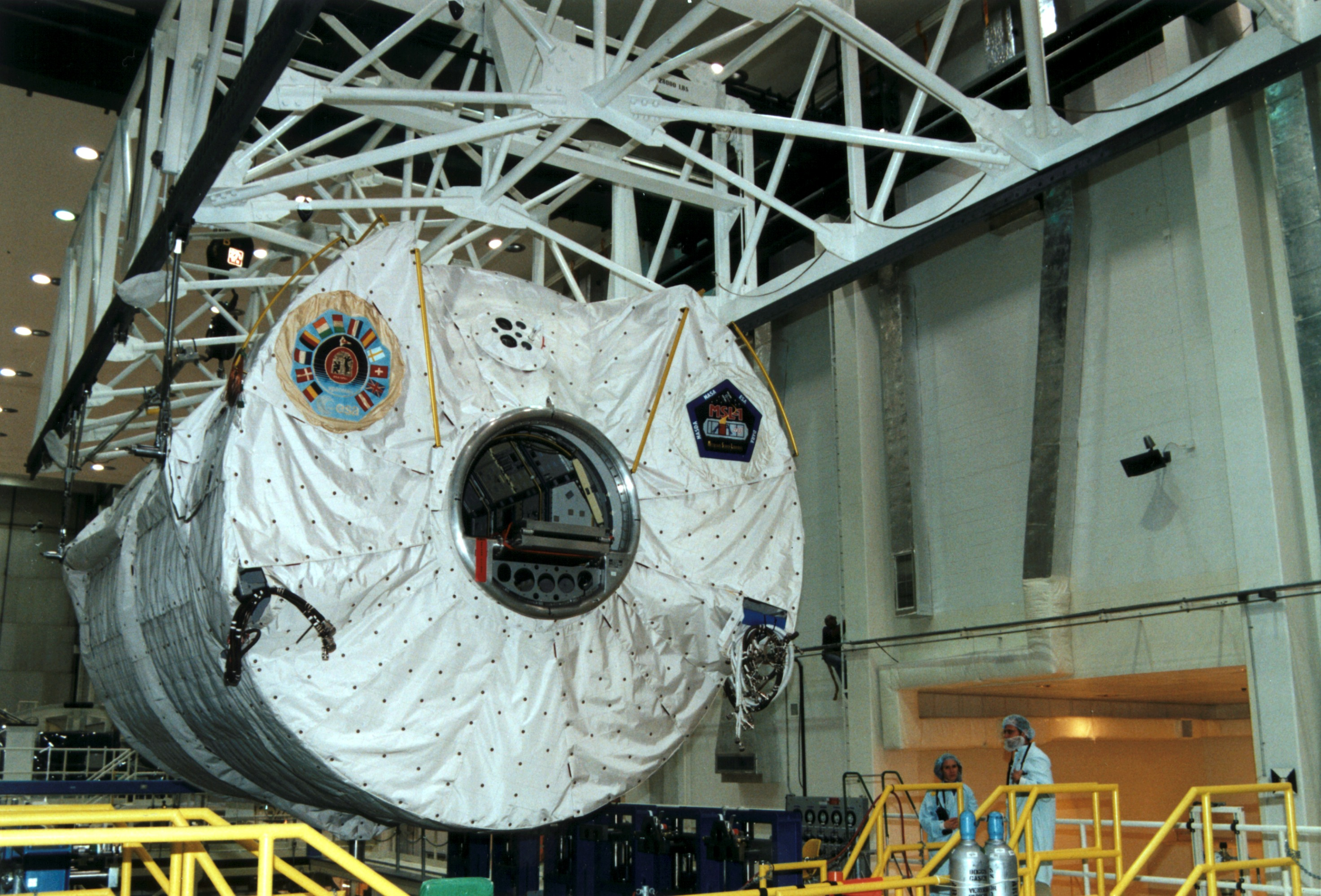
«Спейслэб» в монтажном корпусе.

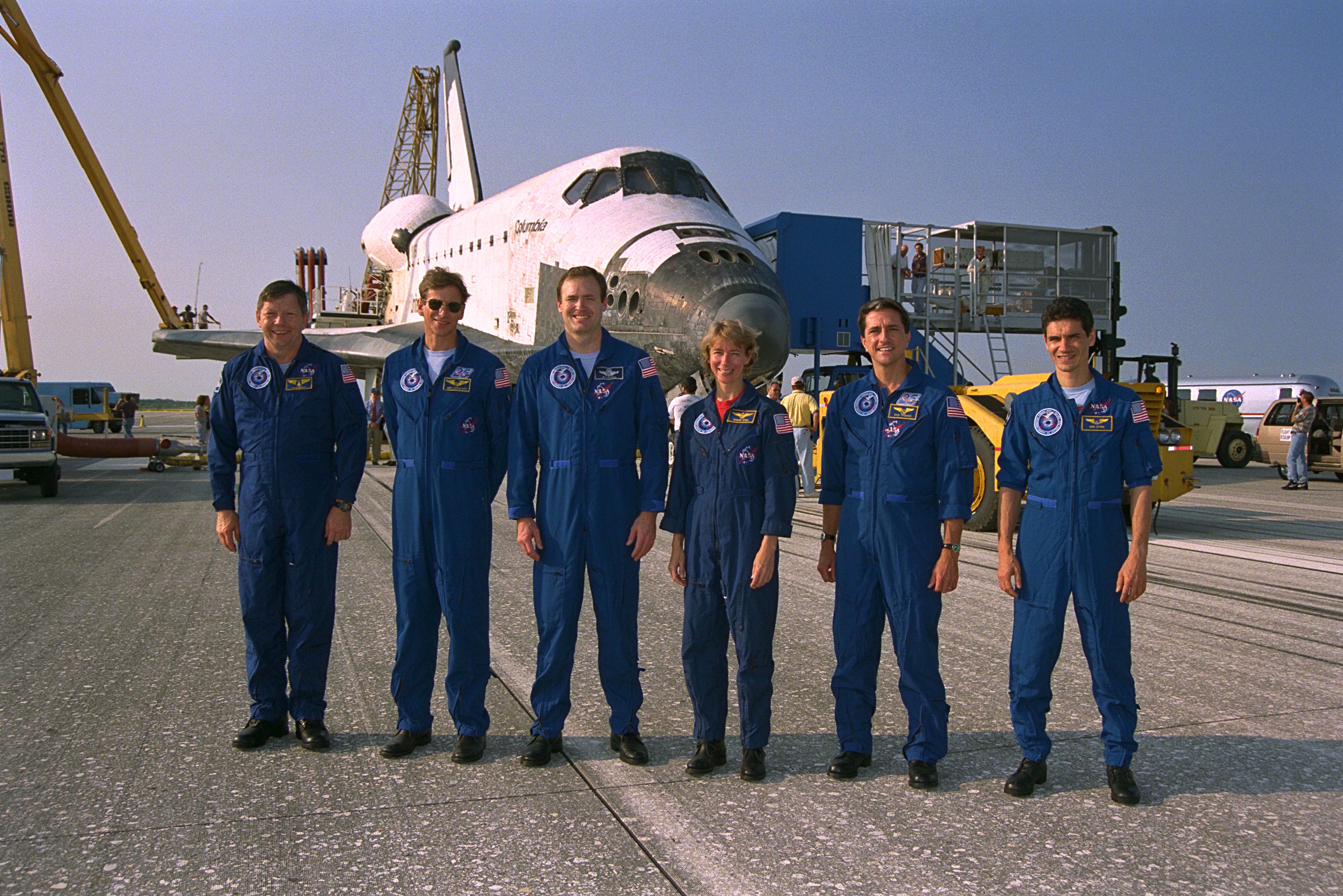
Экипаж STS-83-STS-94. Крауч слева.

Роджер Крауч родился 12 сентября 1940 года в городе Джеймстаун, штат Теннесси, здесь же окончил среднюю школу. Принимал активное участие в движении «Бойскауты Америки», достиг уровня «Скаут-Орёл». В 1962 году получил степень бакалавра в области физики в Технологическом Университете Теннесси. В Политехническом университете Виргинии в области физики в 1968 году получил степень магистра, а в 1971 году — степень доктора наук. В 1979-80 годах работал по контракту в Массачусетском технологическом институте.
Женат, у него одна дочь и двое сыновей. Хобби: путешествия, фотография, баскетбол, софтбол, отдых в кемпингах, походы, рыбалка и рафтинг. В настоящее время проживает в городе Лорел, штат Мэриленд. Его мать, Максин С. Крауч, живёт в городе Джеймстаун, штат Теннесси. Его отец, Уиллард Крауч умер.

## До НАСА
С 1978 года сосредоточился на изучении роста полупроводниковых кристаллов и влиянии гравитационных сил на свойства материалов. Как главный научный сотрудник НАСА по микрогравитации с 1985 года занимал должность менеджера в Отделе по исследовательской программе, которая включала исследования в областях: материаловедение, физика жидкостей, физика низких температур, микрогравитация, горение (плазма) и биотехнология.

## Подготовка к космическим полётам
11 января 1989 года назван кандидатом на полёт в качестве специалиста по полезной нагрузке в экипаж шаттла по программе STS-42 (Международная лаборатория микрогравитации, старт 22 января 1992 года) для работы в лаборатории «Спейслэб», но был заменён Ульфом Мербольдом (Германия). В середине сентября 1995 года был выбран одним из кандидатов для полета лаборатории «Спейслэб» с экспериментами по космическому материаловедению. 29 января 1996 года был назначен основным специалистом по полезной нагрузке в полёт на STS-83.

## Полёты в космос
- Первый полёт — STS-83[3], шаттл «Колумбия». C 4 по 8 апреля 1997 года в качестве «специалиста по полезной нагрузке». Программа полёта, рассчитанная на 16 суток, предусматривала проведение серии микрогравитационных экспериментов в космической Лаборатории микрогравитационных наук MSL-1, однако из-за технической неисправности было принято решение о его досрочном прекращении[4]. Астронавты благополучно приземлились на посадочной полосе КЦ Кеннеди. Полёт был досрочно прекращен из-за отказа одного из трёх топливных элементов шаттла, и полётная программа не была выполнена. Сразу после этого НАСА приняло решение провести повторный полёт шаттла Колумбия с тем же экипажем. Продолжительность полёта составила 3 суток 23 часа 14 минут[5].

- Второй полёт — STS-94[6], шаттл «Колумбия». C 1 по 17 июля 1997 года в качестве «специалиста по полезной нагрузке». В программу полёта входило проведение серии микрогравитационных экспериментов в космической лаборатории MSL-1 размещённой одном из модулей Спейслэб. Это первый в истории шаттлов повторный полёт с тем же экипажем и той же полезной нагрузкой, так как полёт STS-83 был прерван из-за технической неисправности[7]. Продолжительность полёта составила 15 суток 16 часов 46 минут[8].

Общая продолжительность полётов в космос — 19 дней 15 часов 58 минут.

## После полётов
Опубликовал более 40 научных работ и более 40 технических докладов в различных областях исследований. В 2005 году Крауч покинул НАСА и Массачусетский технологический институт и с тех пор работает в качестве консультанта и читает лекции.

## Награды и премии
Награждён: Медаль «За космический полёт» (1997, дважды) и другие.